# سونیک ادونچر
سونیک ادونچر یا ماجراجویی سونیک (به انگلیسی: Sonic Adventure) یک بازی پرشی محصول سال ۱۹۹۸ برای دریم‌کست سگا و اولین بازی اصلی سونیک خارپشت می‌باشد که دارای گیم‌پلی سه بعدی است. بازی سونیک جوجه تیغی، مایلز «تیلز» پراور، ناکلز اکیدنا، امی رز، بیگ گربه، ای-۱۰۲ گاما را دنبال می کند که در تلاش برای جمع آوری زمرد های آشوب برای متوقف کردن شخصیت منفی سری دکتر رباتنیک از آزاد سازی کیاس، یک شیطان باستانی هستند. کنترل یکی از شش شخصیت، هرکدام با توانایی های خاص خود، بازیکنان سطوح را برای پیشرفت داستان کامل می کنند. سونیک ادونچر عناصر بسیاری از بازی های قبلی سونیک را حفظ می کند، مانند پاور آپ ها و سیستم سلامت مبنی بر حلقه. در خارج از بازی اصلی، بازیکنان می توانند مینی گیم هایی مانند مسابقه را انجام دهند و با چاو، یک حیوان مجازی خانگی تعامل داشته باشند.
سونیک تیم توسعه بازی سونیک ادونچر را در سال ۱۹۹۷، پس از لغو بازی سگا سترن سونیک اکستریم آعاز کرد. این تیم به رهبری تاکاشی ایزوکا و تهیه کننده یوجی ناکا، تلاش کردند تا سونیک را برای دوره سه بعدی بازی های ویدیویی از نو ابداع کنند. ادونچر برخلاف بازی های قبلی سونیک ناکید بیشتری بر داستان سرایی و عناصر نقش آفرینی دارد، درحالی که یوجی اوکاوا شخصیت های سری را برای انتقال به سه بعدی باز طراحی کرد. سونیک تیم تلاش کرد تا قابلیت های فنی دریمکست را با گرافیک واقه گرایانه نشان دهد و از مکان هایی در پرو و گواتمالا الهام بگیرد. موسیقی متن عمدتا توسط جون سنو نواخته شد که موسیقی راک را به الکتروپاپ بازی های قبلی ترجیح می داد.
پس از رونمایی از آن در انجمن بین المللی توکیو در اوت ۱۹۹۸، سونیک ادونچر بسیار مورد انتظار بود و در دسامبر ۱۹۹۸ و در سپتامبر ۱۹۹۹ در سراسر جهان عرضه شد. مورد تحسین منتقدان قرار گرفت و ۲٫۵ میلیون نسخه تا آگوست ۲۰۰۶ به پر فروش ترین عنوان دریمکست تبدیل شد. منتفدان ادونچر را یه پیشرفت فنی بزرگ می دانستند و جلوه های بصری و گیم پلی آن را تحسین می کردند. اگرچه منتقدان به اشکالات و مشکلات دوربین اشاره کردند و واکنش ها به صوت بازی متفاوت بود، منتفدان سونیک ادونجر را یک بازی استثنایی می دانستند. برخی گمان می کردند به بازیابی سگا به عنوان سازنده اصلی کنسول پس از سترن ناموفق کمک کند.
روزنامه نگاران به صورت گذشته نگر سونیک ادونچر را در میان یکی از بهترین بازی های سونیک قرار داده اند و به عنوان یک نسخه مهم در سبک سری و سکو بازی شناخته می شود. بسیازی از شخصیت ها و مفاهیم معرفی شده در ادونچر در بازی های بعدی سونیک تکرار می شوند. دنباله ای به نام سونیک ادونچر ۲ در سال ۲۰۰۱ منتشر شد. ادونچر در سال ۲۰۰۳ با گرافیک تغییر یافته و چالش های بیشتر برای گیم کیوب و ویندوز منتشر شد، درحالی که یک نسخه با کیفیت بالا برای پلی‌استیشن ۳ و اکس باکس ۳۶۰ در سال ۲۰۱۰ و برای ویندوز در سال ۲۰۰۱ منتشر شد. نفد ها برای این نسخه ها کمتر مثبت بود. منتفدان احساس می کردند که بازی به خوبی قدیمی نشده است و با نرخ فریم متناقض اجرا می شود.